# 卡勒富爾德爾厄斯特利耶
卡勒富爾德爾厄斯特利耶（法語：Carrefour de l'Estrie）是一所位於加拿大魁北克省舍布里克的商場。

## 歷史
卡勒富爾德爾厄斯特利耶於1973年10月開業，於1985年以1000萬加元作擴建，並於2001年裝修。